# Raspad sistema
Raspad sistema  (eng. The Play that goes Wrong) je kazališna predstava autora Henryja Lewisa, Jonathana Sayera i Henryja Shieldsa iz Mischief Theatre Company. 
Predstava je osvojila nagradu za najbolju novu komediju na dodjeli nagrada Laurence Olivier 2015. godine.  
Mischief Theatre Company autori su predstave Peter Pan Goes Wrong koja je premijerno izvedena u londonskom kazalištu Apollo u prosincu 2015. u kojoj je glumila originalna glumačka postava iz predstave Raspad sistema. Dvije televizijske emisije, adaptacija Peter Pan Goes Wrong i nastavka pod naslovom A Christmas Carol Goes Wrong, emitirane su na BBC One u prosincu 2016. i 2017.   

## Radnja
Prije početka predstave, publika vidi kako scenski radnici vrše završne pripreme na scenografiji pokušavajući popraviti kamin i pronaći izgubljenog psa. 
Fiktivna Politehnička dramska trupa iz Cornleya, koja je na sceni već uprizorila hit naslove kao što su: Lav i ormar (The Lion and The Wardrobe), Mačka (Cat) i Janko i breskva (James and the Peach) ili Janko, gdje ti je breskva? (James, Where's your Peach?), dobila je znatnu ostavštinu i postavlja u kazalištu predstavu Ubojstvo u dvorcu Haversham - smještenu u 1920. o ubojstvu, nalik na klasik Mišolovka. Tekst je odabran jer ima dovoljan broj uloga za sve članove trupe. Tekst Ubojstva u dvorcu Haversham napisala je izmišljena autorica Susie H. K. Brideswell. Tijekom predstave (u predstavi), mnoštvo nezgoda pogađa izvedbu, uključujući zaglavljena vrata, dijelove scenografije koji otpadaju i urušavanja podova. Glumci gube rekvizitu, zaboravljaju tekst (u jednoj sceni glumac ponavlja raniju rečenicu dijaloga uzrokujući time ponavljanje cijele dijaloške sekvence, nekoliko puta), glumci propuštaju šlagvorte, gube koncentraciju, izlaze iz likova, primorani su piti opasne tekućine (i pritom glumiti da im se sviđa), koriste šalabahtere, pogrešno izgovaraju riječi, gaze kolegama po prstima, bivaju skriveni od publike u velikom satu, privatno se obračunavaju iza scene, a glumicu koja doživi nezgodu na sceni tijekom predstave i padne u nesvijest, zamijeni sramežljiva scenska djelatnica kojoj se tijekom izvedbe malo pomalo svide daske koje život znače. Cijeloj izvedbi nimalo ne pomaže smeteni „tonac” koji također, igrom slučaja, biva primoran održati privid predstave po cijenu vlastite sigurnosti. Vrhunac predstave svojevrsna je posveta sceni iz filma Bustera Keatona Steamboat Bill, Jr. (1928.).

## Praizvedba i hrvatska premijera
Predstava je praizvedena u kazalištu Old Red Lion u Londonu 2012. godine.  
Hrvatska premijera bila je 28. siječnja 2019. u kazalištu Kerempuh.  

## Uloge i likovi

### Uloge
| Lik (Raspad sistema) | Uloga (Ubojstvo u dvorcu Haversham) |
| -------------------- | ----------------------------------- |
| Chris Bean           | Inspektor Carter                    |
| Robert Grove         | Thomas Colleymoore                  |
| Jonathan Harris      | Charles Haversham                   |
| Sandra Wilkinson     | Florence Colleymoore                |
| Max Bennett          | Cecil Haversham i vrtlar Arthur     |
| Dennis Tyde          | batler Perkins                      |
| Annie Twilloil       |                                     |
| Trevor Watson        |                                     |

### Likovi
- Chris Bean, glumi lik inspektora Cartera; voditelj je kazališne trupe, te je ujedno i redatelj, dizajner, kostimograf, izrađivač reklama, voditelj blagajni, novinar i PR osoba, dramaturg, trener glasa, trener dijalekta i koreografer borbe. Ujedno je tijekom proba glumio g. Fitzroya
- Jonathan Harris glumi lik Charlesa Havershama
- Robert Grove, glumi lik Thomasa Colleymoorea
- Dennis Tyde, glumi lik batlera Perkinsa
- Sandra Wilkinson, glumi lik Florence Colleymoore
- Max Bennett glumi likove Cecila Havershama i vrtlara Arthura; ujedno uži član obitelji financijskog donatora glumačkoj trupi
- Annie Twilloil, voditeljica pozornice
- Trevor Watson, operater rasvjete i zvuka

## Nagrade i nominacije

### Londonska produkcija
| Godina | Dodjela nagrada          | Kategorija              | kandidat | Proizlaziti |
| ------ | ------------------------ | ----------------------- | -------- | ----------- |
| 2014.  | WhatsOnStage Award       | Najbolja nova komedija  |          | Dobitnik    |
| 2015.  | Nagrada BroadwayWorld UK | Najbolja nova predstava |          | Dobitnik    |
| 2015.  | Nagrada Laurence Olivier | Najbolja nova komedija  |          | Dobitnik    |

### Broadwayska produkcija
| Godina | Dodjela nagrada                    | Kategorija                          | kandidat           | Proizlaziti |
| ------ | ---------------------------------- | ----------------------------------- | ------------------ | ----------- |
| 2017.  | Nagrada Tony                       | Najbolji scenski dizajn predstave   | Nigel Hook         | Dobitnik    |
| 2017.  | Nagrada Drama Desk                 | Izvanredan scenski dizajn predstave | Nigel Hook         | Dobitnik    |
| 2017.  | Nagrada za krug vanjskih kritičara | Izvanredan dizajn scenografije      | Nigel Hook         | Nominacija  |
| 2017.  | Nagrada Drama lige                 | Najbolja predstava                  | Najbolja predstava | Nominacija  |

## Autorski tim i ansambl
Autorski tim kazališta Kerempuh:
| Redatelj           | Borko Perić       |
| Prijevod           | Matija Vasić      |
| Scenografija       | Branko Lepen      |
| Kostimografkinja   | Vedrana Rapić     |
| Glazba             | Robert Homen      |
| Scenski pokret     | Tihana Strmečki   |
| Asistent redatelja | Aleksandar Švabić |
| Inspicijentica     | Ena Subotić       |

Ansambl:
| Uloga                           | Glumi                                            |
| ------------------------------- | ------------------------------------------------ |
| Inspektor Carter                | Hrvoje Kečekeš                                   |
| Thomas Colleymoore              | Nikša Butijer                                    |
| Charles Haversham               | Luka Petrušić / Josip Brakus                     |
| Florence Colleymoore            | Anita Matić Delić                                |
| Cecil Haversham i vrtlar Arthur | Matija Šakoronja                                 |
| butler Perkins                  | Damir Poljičak                                   |
| inspicijentica Ana              | Ana Maras Harmander                              |
| tonac Đole                      | Josip Brakus / Borko Perić                       |
| scenski radnici                 | Hrvoje Megla, Dominik Milanović i Tomislav Radić |

## Međunarodne produkcije
Raspad sistema prevedena je i izvedena u više od 20 zemalja: Kina, Mađarska, Poljska, Španjolska, Grčka, Izrael, Skandinavija, Francuska, Italija, Island, Brazil, Njemačka, Belgija, Nizozemska, Meksiko Argentina, Urugvaj, Turska, Novi Zeland, Hong Kong, Singapur, Filipini, Južna Afrika, Slovenija, Južna Koreja, i Indija. 

## Vanjske poveznice
- Internetska baza podataka Broadwaya
- Službena stranica
- Stranica kazališta Kerempuh  Arhivirana inačica izvorne stranice od 28. veljače 2019. (Wayback Machine)